# 朽網
朽網（くさみ）は、福岡県北九州市小倉南区の地名。難読地名として知られる。町名としては住居表示未実施の大字朽網、住居表示実施済みの朽網東（くさみひがし）1丁目 - 6丁目、朽網西（くさみにし）1丁目 - 6丁目がある。

## 地理
小倉駅から南東約15kmの位置で、京都郡苅田町と接する。国道10号およびJR朽網駅周辺に住宅・商業地が集積している。かつては北九州市郊外の田園地帯であったが、国道10号沿いに宅地開発が進み、日豊団地やスワロータウンなどの住宅地が開発された。一方、南部方面は市街化調整区域で水田地帯が存在する。朽網川の上流には貯水池である昭和池が存在し、周辺は山間部で自然も残されている。また、北部は曽根新田と接し水田になっている。
北九州市の東端に位置するため、行橋市・苅田町などの京築地域との結び付きを持つ。

## 歴史

### 沿革
- 1889年（明治22年）4月1日 - 町村制施行のため企救郡朽網村・曽根新田が合併し朽網村が成立。朽網村は朽網村大字朽網となる。
- 1907年（明治40年）6月1日 - 朽網村が曾根村、霧岳村、芝津村と合併し曾根村となる。朽網村大字朽網は曾根村大字朽網となる。
- 1934年（昭和9年）4月1日 - 曾根村が町制施行し曽根町へ移行。曾根村大字朽網は曽根町大字朽網となる。
- 1942年（昭和17年）5月15日 - 曽根町が小倉市に編入合併。曽根町大字朽網は小倉市大字朽網となる。
- 1963年（昭和38年）2月10日 - 小倉市が合併により北九州市となる。大字朽網は小倉区の所属となる。
- 1974年（昭和49年）4月1日 - 小倉区が小倉北区と小倉南区に分区。大字朽網は小倉南区の所属となる。
- xxxx年x月x日 - 住居表示施行により大字朽網より朽網東・朽網西が分立。

## 工業
国道10号沿いにTOTO小倉第二工場が所在する。また沿岸部は曽根干潟に面して工業団地「北九州臨空産業団地」になっており、その一部は読売新聞北九州工場および毎日新聞九州センター北九州工場などが立地する新聞印刷団地「ニューズポート北九州」を形成する。そのほかニシラク乳業などの食品関連工場も立地する。
2006年に東九州自動車道苅田北九州空港インターチェンジが供用開始、周防灘上には北九州空港が移転・開港した。2008年には北九州臨空産業団地にトヨタ自動車九州小倉工場が進出し操業開始するなど、空港に近い利便性を生かした企業誘致が進められている。新空港開港に合わせて空港最寄駅である朽網駅には東口（空港口）および駅前ロータリーが新たに設けられ、国道10号からのアクセスが可能となり、西鉄バス北九州により空港連絡バス「北九州空港エアポートバス」が運行されている。

## 交通

### 鉄道
- 九州旅客鉄道
  - 日豊本線朽網駅

### 道路
- 国道10号 - 朽網地区の中心部を通過する。南方面は苅田町・行橋市、北方面は小倉市街地方面へ向かう。
- 福岡県道25号門司行橋線 - 国道10号のすぐ東側を並走し、バイパス道路としての機能を果たす。
- 福岡県道254号須磨園南原曽根線 - 国道10号と並走する。JR日豊線の東を抜けている国道10号に対し、JR線の西側を抜ける。